# Omer Mujadžić
Omer Mujadžić, (Bosanska Gradiška, 1. veljače 1903. —  Zagreb, 28. listopada 1991.), hrvatski i bosanskohercegovački slikar, član umjetničke grupe Zemlja i profesor na Akademiji likovnih umjetnosti u Zagrebu (1931. – 1973.).

## Životopis
Omer Mujadžić rodio se 1. veljače 1903. u Bosanskoj Gradišci. Studij slikarstva upisuje u dobi od samo 15 godina na Kraljevskoj akademiji u Zagrebu, u klasi profesora Ljube Babića. Tijekom studija radio je na Kraljevskom sveučilišnom botaničkom zavodu, u razdoblju od 1922. do 1924. godine. Nakon završetka studija 1924., odlazi u Pariz kao stipendist francuske vlade i jednu godinu boravi na L'École Nationale Supérieure des Beaux Arts.  U Parizu proučava stare majstore u Louvreu i promatra suvremena zbivanja na pariškoj likovnoj sceni – postkubističku maniru Andréa Lhota, Picassov povratak figuraciji, probuđeni interes za klasične teme blizak Andréu Deraineu. Godine 1925. sudjeluje na jednom od vodećih likovnih skupova onog vremena, na pariškom Jesenskom salonu .
Nakon povratka iz Pariza, 1926. godine sudjeluje na grafičkoj izložbi Šestorice u Salonu Ullrich u Zagrebu. Osim te, sudjeluje i na nizu grupnih domaćih i međunarodnih izložaba.  Od 1927. godine radi kao crtač u Arheološkom muzeju u Zagrebu gdje će raditi sve do 1931. Od 1932. do 1933. surađuje sa slikarima Vilkom Gecanom, Jozom Kljakovićem, Franom Kršinićem, Vanjom Radauš i Marijanom Trepšeom na ilustracijama za posebno izdanje Alkara njihovog zajedničkog prijatelja Dinka Šimunovića, u izdanju Ex Librisa. Godine 1933. u Zagrebu organizira svoju prvu samostalnu izložbu koja je bila popraćena veoma dobrim likovnim kritikama. Godine 1931. zapošljava se na Likovnoj akademiji u Zagrebu gdje radi kao profesor; vodi tečaj anatomije, a zatim slikarsku klasu, i predaje pune 42 godine sve do odlaska u mirovinu 1973. godine.  Preminuo je u Zagrebu 28. listopada 1991. godine.
Mujadžićeva pariška faza odaje utjecaj sredine i vremena (Pariško predgrađe) — ekspresionističke inspiracije s nekim elementima kubizma. U tom smislu se Mujadžić razvija i prvih godina boravka u domovini (sudjelovanje u grupi "Zemlja"), Postepenim izgrađivanjem svoje likovne fizionomije nalazi pravu orijentaciju: portret, intimni genre, figuralnu kompoziciju i mrtvu prirodu. Od naglašenih kontrasta boja prelazi u tonski tretman, s nekoliko koloristički istaknutih žarišta. Pastoznost zamjenjuje rad laganim lazurama koje daju Mujadžićevim slikama osnovnu intonaciju: mekoću i toplu atmosferu interijera. Na svoj specifični način ostvaruje pejzaže iz Dalmacije i Hrvatskog primorja, dajući im topao štimung, lišen svake patetike. Pejzaži s Jadrana, okolica Zagreba, reminiscencije na mladost u muslimanskom ambijentu i nedramatizirani genre, sve su to popratne pojave Mujadžićeve glavne tematike — portreta i figure: od "Portreta sestre", koji još podsjeća na liniju "Proljetnog salona" sa svojim plastično modeliranim oblinama, preko "Muslimanke", "Akta u prirodi", "Vezilje" i "Autoportreta" do reprezentativnih portreta, kod kojih su tonski tretman i uklapanja u toplu atmosferu interieura eliminirali svaku oficioznost. Osobito se ističe kao suptilan i nadaren crtač; prirođen smisao za crtanje, rad na crtanju muzejskih eksponata i grafička oprema knjiga (Gj. Szabo "Stari Zagreb") kao i crtačka komponenta kod pripreme za slikarska rješenja upotpunjuju likovnu fizionomiju ovoga profinjenog umjetnika.	

## Rani slikarski radovi
U Parizu je u poslijeratnim godinama dominirala struja novih realizama kojom se Mujadžić izravno uključio u suvremene likovne tokove. Slikarstvo iz tog doba odlikovali su figuralan način slikanja u čvrstoj kompozicijskoj shemi, veliki povratak redu i klasičnoj osnovi, osvrtanje na tradiciju te poistovjećivanje sa socijalnim problemima toga vremena. Takav odražaj nove objektivnosti može se uočiti u Mujadžićevom kratkom Zemljaškom periodu iz 1929. godine kada su nastali brojni njegovi radovi socijalne, ulične tematike poput "Kolportera", "Savske ceste", ali i djela koja odražavaju intimu svojim toplim i zagasitim tonovima kao što su mnogobrojni portreti ili slika "Majke i djeteta". Rane Mujadžićeve radove, posebice ulja na platnu nastala u razdoblju od 1926. do 1933. godine, odlikuje dominantna voluminoznost te naglašeni plasticiteta i kolorizam (djela "U kavani" (1928.), "Nogometna utakmica" (1929.).

## Mujadžićevo slikarstvo 1930-ih
Tridesetih godina 20. stoljeća je doba Mujadžićeva najoriginalnijeg likovnog stvaralaštva. Tada nastaju njegovi brojni ciklusi: ciklusi posvećeni ženi, aktovi, portreti, mrtve prirode i pejzaži na kojima se Mujadžić potvrđuje kao suptilan kolorist. Ciklus posvećen ženama uključuje mnogobrojna djela kao što su Muslimanka, Pralje, Žetelice, Žene na izvoru, Bosanska soba, ali i tematiku ženskih aktova na djelima poput Četiri akta u prirodi iz 1936.  Na njima se može očitati jedna topla, intimna priroda u odnosu likova koji se doimaju kao da su portretirani ili kao da ih je slikar uhvatio zamrznute na djelić sekunde usred uobičajene svakodnevne situacije. Na djelima na kojima portretira samo žene Mujadžić ne odbacuje dodir socijalnog; on svoje ženske likove, većinom radnice, smješta u njihov kontekst – u njihov radni prostor. Obično su na slikama prikazane kao prelje ili žetelice na polju, ili seljanke oko izvora ili jednostavno samo kao majke. Na brojnim ženskim aktovima osim naglašenog kolorizma uporabom toplih boja i gustim premazima, dolazi također do izražaja kubistička voluminoznost tijela. Osim ciklusa posvećenim ženama, Mujadžić se bavi i slikanjem mrtve prirode (primjerice "Mrtva priroda" iz 1935.) te tematikom primorskog pejsaža na djelima kao što su npr. "Tunolovac" iz 1935. ili "Ulica u Primorju" nastala 1938. – 1939., na kojima se, ističe Aida Abadžić Hodžić, "Omer Mujadžić potvrđuje kao suptilan kolorist"

## Mujadžićevo slikarstvo od 1940-ih pa nadalje
Od 1940-ih Mujadžić se ponajviše osvrće na teme intimističkog sadržaja. Tada nastaje čitav niz djela koji odiše toplim tonovima obiteljske intime, a ta usmjerenost intimizmu nastavit će se i kroz 1950-te i 1960-te (serije "Cvijeća" iz 60ih, "Jagode", "Umjetnikov atelier"...). Najčešće su to slike interijera koje dočaravaju likove uhvaćene u nekom intimnom trenutku, bilo provedene s bližnjima, bilo baveći se nečime za vlastitu dušu kao što je npr. sviranje glasovira ("Uz klavir", 1985.). 
Kroz desetljeća bavljenja slikarstvom dolazi do značajnijih promjena u koloritu i modelaciji pa čak i do promjene slikarske tehnike. Tako od svijetlog kolorita i toplijih boja prelazi preko tamnijih zemljanih tonova da bi, na posljetku skoro u potpunosti reducirao spektar na osnovne tonove. Međutim, Mujadžić ne mijenja svoj specifičan registar tema – od portreta i autoportreta, interijera, aktova, mrtvih priroda i pejsaža  - jednako im ostaje vjeran i u drugoj polovici svoga slikarskog djelovanja.  
U posljednjim desetljećima svog slikarskog stvaralaštva, od 1970-ih pa sve do smrti, Mujadžić postupno sužava registar tema na intimistički interijer, a sama likovna sredstva na tonsko slikanje unutar nekoliko boja što je vidljivo na djelima kao što su  "U interijeru – ognjište" iz 1975. i  "Majka s djecom" iz 1977./78.  U tim posljednjim godinama Mujadžić pokazuje veliki interes za tehniku pastela ("Uz klavir", "Akt u atelieru" itd.).

## Crteži i ilustracije
Mujadžić je poznat prvenstveno kao slikar, međutim paralelno s njegovom slikarskom djelatnošću nastajali su crteži i ilustracije koje tematski ne odstupaju od njegovih slikarskih djela. Obično su to djela socijalne tematike koja prikazuju radnike u polju, neatraktivne dijelove grada, seoske pejsaže, portrete žena radnica i djela s istaknutim orijentalnim motivima. Ti crteži i ilustracije su bili zanemarivani u proučavanju Mujadžićeva opusa vjerojatno zato što je velik dio njegovih crteža i ilustracija do danas ostao izgubljen. Poznati početak Mujadžićevog bavljenja ilustracijom seže u 1933. godinu, kada ilustrira dvije scene iz Šimunovićeva Alkara za posebno izdanje knjige. Osim te dvije ilustracije za knjigu, poznat nam je i niz ilustracija koje su objavljivane 40-ih i 50-ih godina za različite novine (Novosti, Borba, Hrvatski narod...). Značajna odlika Mujadžićeve ilustracije jest povratak na redukciju linije, odnosno sintezu crteža što je karakteristično za raniji period njegove umjetničke djelatnosti. Na njegovim ilustracijama osobito dolazi do izražaja njegova sposobnost da jednostavnim i sigurnim linijama dočara svu bit onoga što želi prikazati.

## Izdvojena djela
- U kavani, 1928., ulje na platnu
- Nogometna utakmica, 1929., ulje na platnu
- Ilustracija, Dinko Šimunović: Alkar,  1933., Ex Libris
- Žetelice, crtež,  1938./39., olovka
- Meštrović u kavani, 1938./1939.,  tuš perom na papiru
- Muslimanke u interijeru, 1939.,  ulje na platnu
- Portret Josipa Broza Tita,  1948.,  sepija/papir
- Uz klavir, 1985., pastel na papiru

## Značajnije izložbe
- Izložba Jesenjeg salona, 1925., Pariz
- Grafička izložba Grupe šestorice, salon Ullrich, 1926., Zagreb
- I. Izložba grupe Zemlja, 1929., Zagreb
- 3 samostalne izložbe: 1930. u Sarajevu, 1933. u Zagrebu i 1978./79. u Tuzli
- „Omer Mujadžić — retrospektivna izložba“, Umjetnički paviljon, Zagreb, 5. veljače –17. ožujka 2002.
- „Omer Mujadžić i Zbirka Hanžeković – intimno“, Moderna galerija, Zagreb, 15. prosinca 2011. – 8. siječnja 2012.

## Ilustrirane knjige i novine
- Dinko Šimunović, Alkar, Ex Libris, Zagreb, 1933.
- Novosti
- Borba
- Hrvatski narod
- Deutsche Zeitung in Kroatien

## Galerija djela
- Omer Mujadžić, Kolporter, oko 1929., ulje na platnu
- Omer Mujadžić, U interijeru – ognjište, 1975., ulje na platnu
- Omer Mujadžić, Uz klavir, 1985., pastel na papiru
- Omer Mujadžić, Ilustracija 1, Dinko Šimunović: Alkar, 1933.
- Omer Mujadžić, Ilustracija 2, Dinko Šimunović: Alkar, 1933.

## Vanjske poveznice
- Jergović, Miljenko. Omer Mujadžić, sam i ničiji, 24.12.2011.
- Peić, Matko. Naš i svjetski slikar Omer Mujadžić
- Omer Mujadžić: Slikar magičnog realizma portretirao je tri generacije obitelji Hanžeković  Arhivirana inačica izvorne stranice od 1. srpnja 2012. (Wayback Machine)
- O Mujadžićevoj retrospektivi  Arhivirana inačica izvorne stranice od 19. svibnja 2011. (Wayback Machine)